# Cyperus durus
Cyperus durus är en halvgräsart som beskrevs av Carl Sigismund Kunth. Cyperus durus ingår i släktet papyrusar, och familjen halvgräs. Inga underarter finns listade i Catalogue of Life.